# NGC 3134
NGC 3134 é uma galáxia lenticular (S0) localizada na direcção da constelação de Leo. Possui uma declinação de +12° 22' 37" e uma ascensão recta de 10 horas, 12 minutos e 29,1 segundos.